# Carinispa nevermanni
Carinispa nevermanni es un coleóptero de la familia Chrysomelidae. Fue descrita en 1930 por Uhmann.